# Andrzej Walter
Andrzej Walter (ur. 29 grudnia 1969 w Zabrzu) – polski poeta, prozaik, publicysta, krytyk literacki, fotografik.

## Życiorys
Od urodzenia mieszka w Gliwicach. Rodzice pochodzą ze Lwowa. W latach 1984–1988 uczęszczał do I Liceum Ogólnokształcącego w Gliwicach. W 1994 roku ukończył studia na Uniwersytecie Ekonomicznym w Katowicach. Pracował w banku oraz Polsko-Amerykańskim Funduszu Przedsiębiorczości. Jest doradcą podatkowym. Od ponad 20 lat prowadzi w Gliwicach wraz z żoną Jadwigą Walter kancelarię doradztwa podatkowego.

## Twórczość

### Działalność literacka
Debiutował w 2000 roku. Jest autorem ośmiu tomików poezji oraz publikacji krytycznoliterackiej. Jego wiersze zamieszczane są w różnego rodzaju almanachach i antologiach. Publikuje w prasie literackiej oraz na portalach internetowych. Od 2011 roku należy do Związku Literatów Polskich. Od roku 2015 jest członkiem, a od 2023 roku Przewodniczącym Komisji Kwalifikacyjnej przy Zarządzie Głównym Związku Literatów Polskich i jako Przewodniczący wchodzi w skład Prezydium Zarządu Głównego. Od 2019 roku pełni funkcję wiceprezesa Krakowskiego Oddziału Związku Literatów Polskich. Związany jest na stałe z portalem literackim pisarze.pl, portalem popularnonaukowym Przegląd Dziennikarski, Gazetą Kulturalną oraz kwartalnikiem Migotania.  W 2022 roku został laureatem Nagrody im. Jarosława Iwaszkiewicza. W 2025 otrzymał brązowy Medal „Zasłużony Kulturze Gloria Artis”.  
O jego twórczości poetyckiej wypowiadała się w 2007 roku krakowska poetka Anna Kajtochowa: 

Możemy dostrzec dbałość o formę. Wyraża się ona doborem między innymi takich środków artystycznych jak: nośna, kontrastująca metafora, przejrzysta kompozycja, przekonująca puenta.

#### Publikacje
- Andrzej Walter: Paryż. Gliwice: Wydawnictwo Fineko, 2003. ISBN 83-918621-0-0. Brak numerów stron w książce
- Miłość Wydawnictwo Fineko, 2007. ISBN 978-83-918621-1-7
- Tam gdzie zebrałem poziomki Towarzystwo Słowaków w Polsce, 2010. ISBN 978-83-7490-321-9
- Punkt rzeczy znalezionych Towarzystwo Słowaków w Polsce, 2011. ISBN 978-83-7490-414-8
- Śmierć bogów Towarzystwo Słowaków w Polsce, 2012. ISBN 978-83-7490-470-4[13]
- Pesel Wydawnictwo Pisarze.pl, 2013. ISBN 978-83-63143-13-8[14]
- Niepokój horyzontu. Wiersze wybrane 2002-2014 Wydawnictwo Adam Marszałek 2014. ISBN 978-83-8019-048-1
- Czas zbierania kamieni (krytyka literacka) Agencja ATM, 2017. ISBN 978-83-87049-58-4
- Ciężar właściwy Wydawnictwo Adam Marszałek, 2017. ISBN 978-83-8019-759-6
- Korozja Marszałek Development & Press, 2020. ISBN 978-83-66624-01-6
- Poezja mi wszystko wyjaśniła Wydawnictwo Adam Marszałek, 2022. ISBN 978-83-8180-653-4

### Działalność fotograficzna
Jest fotografikiem niezależnym i niezrzeszonym. W 2000 roku uzyskał Dyplom Jakości Nowojorskiego Instytutu Fotografii. W roku 2001 otrzymał pierwszą nagrodę w konkursie wydawnictwa Serbin Communications oraz czasopisma „Photographer's Forum” (USA). Wydał dwa albumy poetycko-fotograficzne: Paryż (2003) i Miłość (2007), a w 2004 roku Nastroje (wydawnictwo Galaktyka) z jego fotografiami i wyborem wierszy prof. Jerzego Poradeckiego. Uczestniczył w wystawach autorskich i zbiorowych. Swoje prace publikował m.in. w katalogu kolekcjonerów sztuki „Black & White Magazine” (USA).

#### Wystawy indywidualne
- Santoryn – Gliwice (2002)
- Jest taka Europa – Dom Współpracy Polsko-Niemieckiej w Gliwicach (2002)
- Barwne Impresje - Galeria ArtDekor  w Stavanger, Norwegia (2004)
- Nastroje – 8. Targi Książki w Krakowie (2004)
- Salon Artystyczny Krakowa – Piwnica pod Baranami w Krakowie (2004)
- Miłość – Warszawa, Wrocław, Gliwice, Rybnik, Katowice, Kielce (2007-2010)
- Zamyślenia – Galeria Perkoz w Gliwicach (2010)
- Fotografie nieudane – Gliwice, Rybnik (2014)
- Błękitno-biało – Gliwice, Katowice, Rybnik, Jastrzębie Zdrój (2014-2017)
- Kolory Grecji – Śrem, Rybnik (2017)
- Wszystkie drogi poetów prowadzą do Poznania – Poznań (2017)